# Théodore de Broutelles
Théodore de Broutelles né à Dieppe le 4 octobre 1842, où il est mort le 29 avril 1933, est un peintre français.
Peintre de marines, il a peint sur le motif essentiellement en Normandie.

## Biographie

### Origines et famille
Le père de Théodore de Broutelles, Napoléon de Broutelles, né en 1801 à Eu en Seine-Maritime épouse au Havre en 1830 Marguerite Saint Hilaire Dufour. Il exerce ensuite le métier de médecin en chef des hospices à Dieppe. De leur union naissent trois enfants, Marie en 1839, Théodore en 1842 et Paul en 1849.
Théodore de Broutelles épouse Pauline Le Rebours le 16 juin 1890 à Montbouy ; entre 1891 et 1901, elle donne naissance à trois filles et un garçon.

### Formation
Admirateur du monde maritime et de la pêche en particulier, le jeune Théodore se passionne très vite pour le dessin et la peinture. Il commence sa formation avec le peintre de paysages et de marines Jules Noël, puis dans l’atelier du peintre Fernand Cormon.

### Un peintre de la mer
Théodore de Broutelles est un peintre classique, Il consacre son talent à des compositions florales, des scènes de rues, des paysages campagnards, mais son sujet de prédilection reste le monde maritime, avec ses bateaux de pêche, véritables témoignages de la vie des marins. Il peint également des scènes de drames maritimes comme le naufrage du Zoe-Alexandre ou celui du Victoria.
Il débute au Salon de 1879, sa dernière participation datant de 1920. Il y présente à chaque fois des marines. Durant ses séjours parisiens, Théodore de Broutelles croise le chemin d’autres artistes, tels Édouard Manet, Pierre-Auguste Renoir et Edgar Degas, ce dernier esquisse le portrait de l’artiste dieppois en jockey vers 1884.
Il expose également des marines aux Salons de la Société des amis des arts à Dieppe. Ce salon dieppois réunit de nombreux artistes réputés et il y côtoie notamment Claude Monet, Camille Pissarro, Henri Fantin-Latour, Jean Francis Auburtin et Jacques-Émile Blanche.
Théodore de Broutelles est aussi un dessinateur et laisse derrière lui de nombreuses études au crayon ou à l’aquarelle. Sa réputation est établie à la fin du XIXe et au début du XXe siècle ; il est considéré comme l’admirateur fidèle de la mer et de la marine dieppoise. La femme de lettre et critique d'art Valérie Simonin (sous le pseudonyme de G. Haller) écrit sur lui : « M. de Broutelles doit être un de ces rêveurs qui entendent des mots dans les grands bruits de la mer ».

Le critique d'art Eugène Bertol-Graivil décrit le tableau exposé au salon de Paris en 1899 par ces mots : Un naufrage sur  les côtes de Normandie est traité dans le genre émouvant, par un artiste maitre, de son pinceau et de ses couleurs. Le ciel est noir, la mer roule des vagues en furie; l'appel des marins, de leur bateau à demi-submergé, est d'une puissante exactitude.
Théodore de Broutelles pratique son art essentiellement à Dieppe, au Bas Fort Blanc, dans sa maison-atelier du chalet des Mouettes où de sa grande baie vitrée, il voit la mer qu’il affectionne tant. Il achète un peu plus tard une maison voisine au peintre Jacques-Émile Blanche. Il est aussi propriétaire du château de Bimare près de Buchy où il se consacre à son autre passion, la chasse.

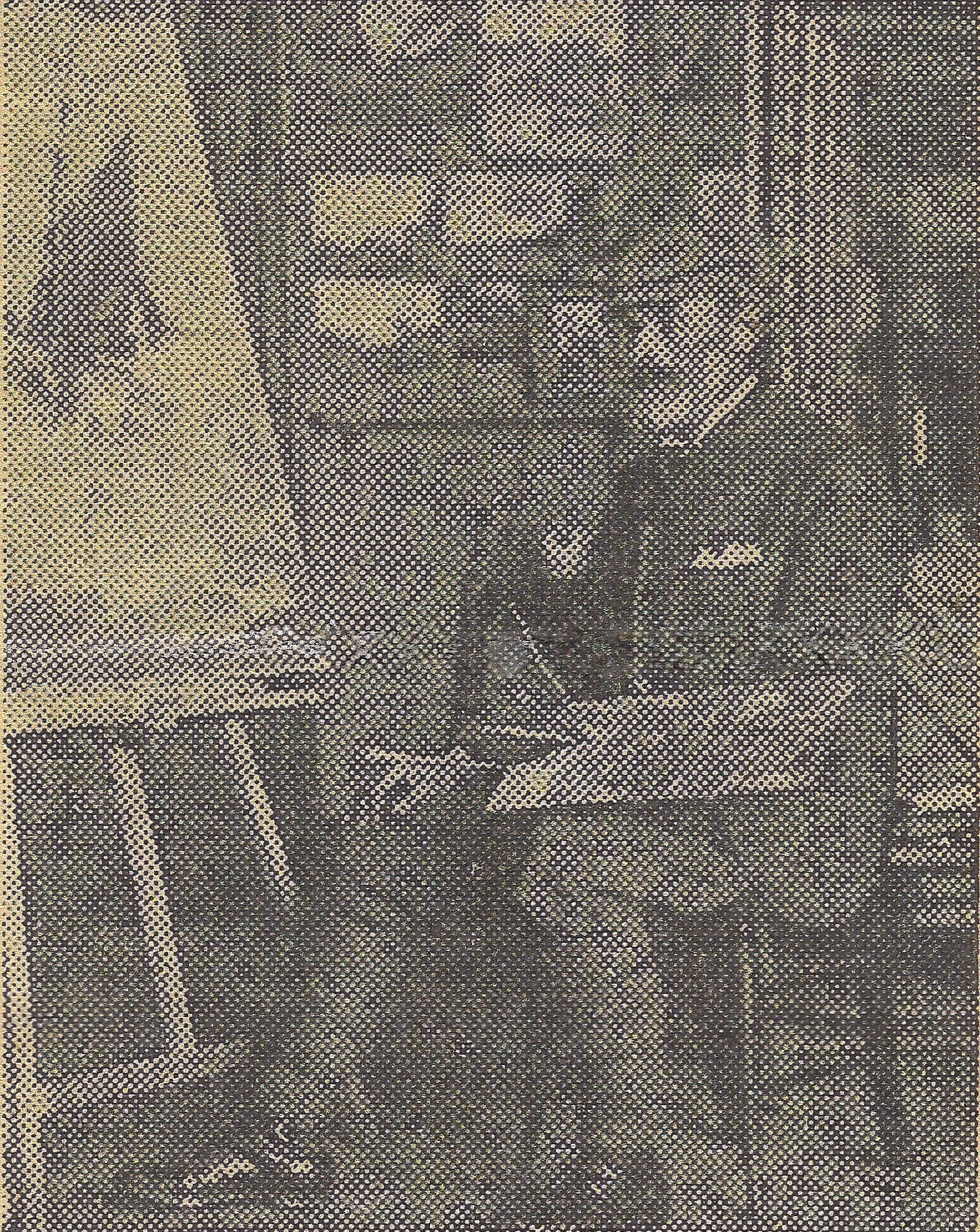
Théodore de Broutelles dans son atelier.
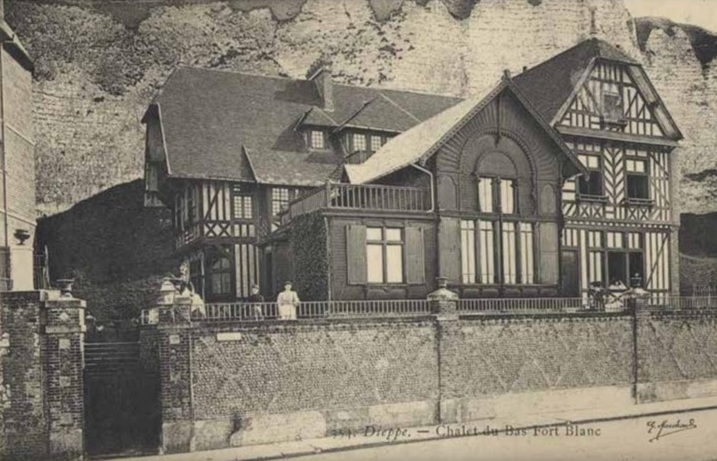
Chalet au bas fort blanc Dieppe.
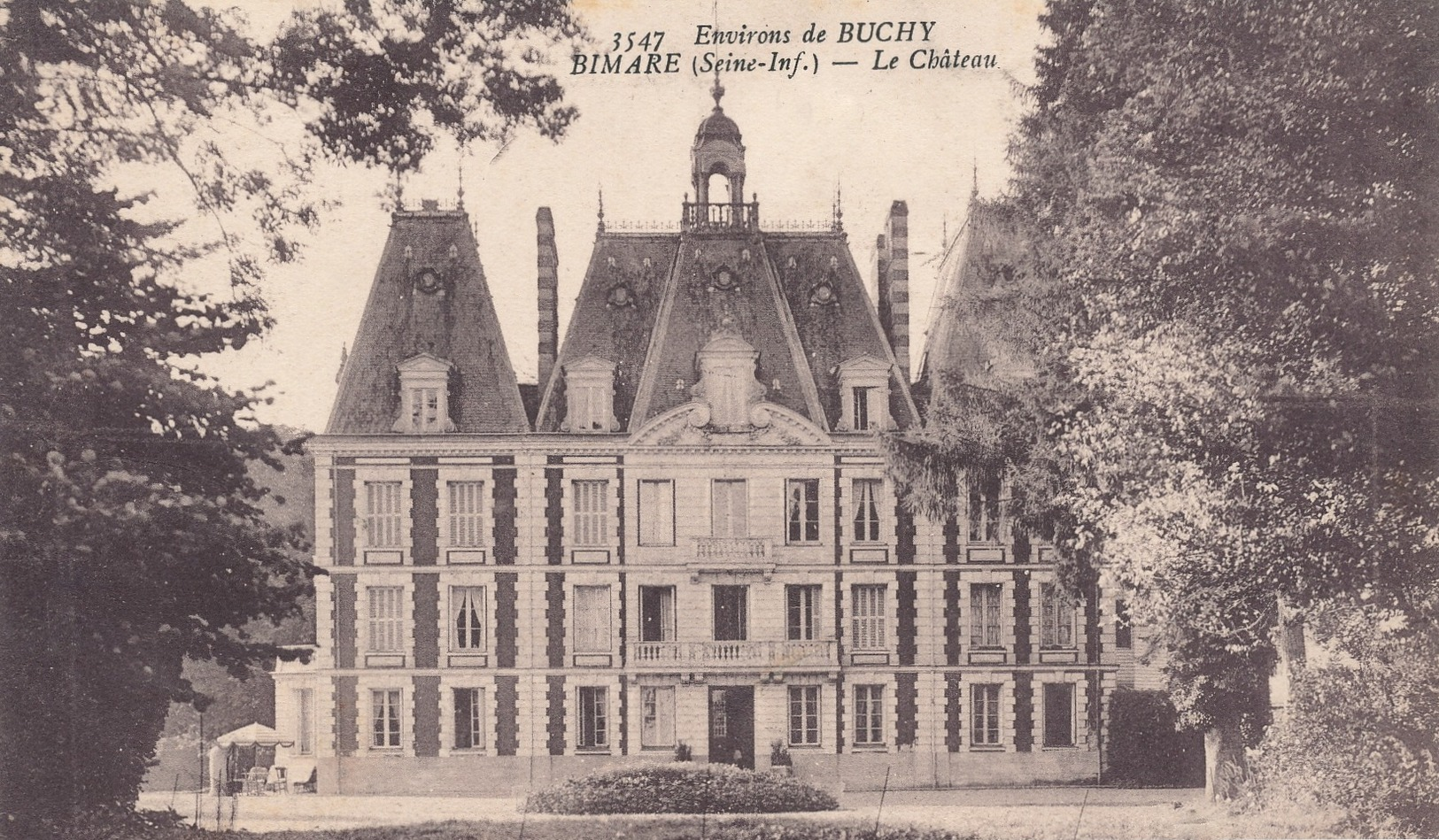
Le château de Bimare, près de Buchy.

Le musée du château de Dieppe, le musée des Beaux-Arts de Rouen et le Musée des impressionnismes Giverny conservent quelques-unes de ses œuvres.
Le peintre est inhumé auprès de ses parents et de son frère Paul dans la chapelle familiale du cimetière marin de Varengeville-sur-Mer.

## Œuvres
| Tableau                                        | Titre                                                                       | Date d'exécution | Support et dimensions                        | Expositions, notes | Lieu de conservation               |
| ---------------------------------------------- | --------------------------------------------------------------------------- | ---------------- | -------------------------------------------- | --- | ---------------------------------- |
|                                                | Marine                                                                      | vers 1879        | huile sur toile                              | Salon de 1879 | Localisation inconnue              |
| La Levée des lignes sur la côte dieppoise      | Bateau de pêche par gros temps sur la côte dieppoise                        | 1880             | huile sur toile 130 × 100 cm                 | annotation bas droit : « 1887, à mon ami le Dr Delarue, Dieppe »                                                        | collection privée                  |
|                                                | La Pêche aux harengs                                                        | vers 1880        | huile sur toile 120 × 180 cm                 | Salon des artistes français 1880                                                                                        | Localisation inconnue              |
|                                                | Le Chantier de construction à Dieppe                                        | vers 1880        | huile sur toile 120 × 180 cm                 | Salon artistes français 1880                                                                                            | Localisation inconnue              |
|                                                | Un navire à la côte                                                         | vers 1881        | huile sur toile                              | Salon artistes français 1881                                                                                            | Localisation inconnue              |
|                                                | Naufrage du Zoé-Alexandre, de Dieppe, pendant la tempête du 14 octobre 1881 | vers 1882        | huile sur toile                              | Salon artistes français 1882                                                                                            | Localisation inconnue              |
|                                                | La Rentrée au port par un gros temps                                        | vers 1883        | huile sur toile 235 × 156 cm                 | Salon artistes français 1883                                                                                            | Localisation inconnue              |
|                                                | Barque de pêche allant porter secours à un Brick en détresse                | vers 1884        | huile sur toile                              | Salon artistes français 1884                                                                                            | Localisation inconnue              |
| Bateau chalutier en mer                        | Bateau chalutier en mer                                                     | vers 1885        | huile sur toile 112 × 76 cm                  | Don de l'auteur au Musée de Dieppe                                                                                      | Musée du château de Dieppe         |
|                                                | La Normandie, vapeur de la Compagnie des bateaux de Dieppe à Newhaven       | vers 1886        | huile sur toile                              | Salon artistes français 1886                                                                                            | Localisation inconnue              |
|                                                | La Barque de pêche de Dieppe                                                | vers 1886        | huile sur toile                              | Salon de la Société des amis des arts de Seine-et-Oise de 1886 à Versailles                                             | Localisation inconnue              |
| La Neige au bord de la mer, à Dieppe           | La Neige au bord de la mer (étude)                                          | vers 1886        | pastel 38 × 27 cm                            | Salon de la Société des amis des arts de Seine-et-Oise de 1886 à Versailles                                             | Localisation inconnue              |
| Montargis 1885                                 | Montargis                                                                   | 1885             | dessin au crayon et à l'aquarelle 10 × 16 cm | Feuillet d'un carnet de croquis de l'artiste                                                                            | collection Calvé-Cantinotti        |
| Fort Royal de l'ile Sainte-Marguerite          | Fort royal de l'île Sainte-Marguerite                                       | janvier 1886     | dessin au crayon et à l'aquarelle 10 × 16 cm | Feuillet d'un carnet de croquis de l'artiste                                                                            | collection Calvé-Cantinotti        |
| Dessin autoportrait Théodore de Broutelles     | Autoportrait                                                                | vers 1886        | dessin 16 × 10 cm                            | Feuillet d'un carnet de croquis de l'artiste                                                                            | collection Calvé-Cantinotti        |
| Naufrage du Victoria sur les roches de l'Ailly | Naufrage du Victoria sur les Roches d'Ailly                                 | 1887             | huile sur toile 38 × 53 cm                   | | Musée du château de Dieppe         |
|                                                | Un naufrage sur les côtes de Normandie                                      | vers 1889        | huile sur toile                              | Salon artistes français 1889                                                                                            | Localisation inconnue              |
| Bateau de pêche dieppois sur une mer agitée    | Barque de pêche fuyant un grain                                             | vers 1890        | huile sur toile                              | Salon artistes français 1890                                                                                            | Localisation inconnue              |
|                                                | Calme                                                                       | vers 1890        | huile sur toile                              | Salon artistes français 1890                                                                                            | Localisation inconnue              |
|                                                | Barque de pèche rentrant au port malgré la tempête                          | 1890             | huile sur toile 236 × 152 cm                 | Don de l'auteur au Musée de Rouen en 1891                                                                               | Musée des Beaux-Arts de Rouen      |
|                                                | Entrée d'un paquebot par un gros temps                                      | vers 1892        | huile sur toile                              | Salon artistes français 1892                                                                                            | Localisation inconnue              |
|                                                | Une tempête                                                                 | vers 1892        | huile sur toile                              | Salon artistes français 1892                                                                                            | Localisation inconnue              |
| Marée montante                                 | Marée montante                                                              | vers 1894        | huile sur toile 280 × 410 cm                 | Salon artistes français 1894. La toile est retrouvée après la seconde guerre dans un hangar, elle est restaurée en 2010 | Hôtel consulaire de Dieppe         |
| Soir à Dieppe                                  | Soir à Dieppe                                                               | vers 1895        | huile sur toile 120 × 180 cm                 | | Musée du château de Dieppe         |
| Une vague (vers 1896)                          | Une vague                                                                   | vers 1896        | huile sur toile 121 × 178 cm                 | Salon artistes français 1896,                                                                                           | Localisation inconnue              |
|                                                | La Jetée de Dieppe par un gros temps                                        | vers 1898        | huile sur toile                              | Salon artistes français 1898 et Salon de la Société des amis des arts du Havre de 1899                                  | Localisation inconnue              |
| Naufrage du steam-boat “l'Angers” à Dieppe     | Naufrage du steam-boat “l'Angers” à Dieppe                                  | 1899             | huile sur toile 278 × 415 cm                 | Salon artistes français 1899 et Salon de la Société des amis des arts de Bordeaux de 1900                               | Musée du château de Dieppe         |
| Paysage cotier                                 | Paysage côtier                                                              | vers 1900        | pastel sur carton 33 × 22 cm                 | Exposition mars à juin 2024 l'Impressionnisme et la mer Musée des impressionnismes Giverny                              | Musée des impressionnismes Giverny |
|                                                | La Rentrée du bateau à vapeur par gros temps                                | vers 1909        | huile sur toile                              | Salon de la Société des amis des arts de Nîmes de 1909                                                                  | Localisation inconnue              |
| Barque de pêche                                | Barque de pêche                                                             | vers 1901        | huile sur toile                              | Salon artistes français 1901                                                                                            | Localisation inconnue              |
|                                                | Marine                                                                      | vers 1904        | huile sur toile                              | Salon artistes français 1904                                                                                            | Localisation inconnue              |
|                                                | Un coup de vent                                                             | vers 1909        | huile sur toile                              | Salon de la Société des amis des arts de Nîmes de 1909                                                                  | Localisation inconnue              |
|                                                | La Rentrée du bateau à vapeur par gros temps                                | vers 1909        | huile sur toile                              | Salon de la Société des amis des arts de Nîmes de 1909                                                                  | Localisation inconnue              |
|                                                | La Rentrée au port                                                          | vers 1920        | huile sur toile                              | Salon artistes français 1920                                                                                            | Localisation inconnue              |
|                                                | La Pêche aux harengs par gros temps                                         | vers 1920        | huile sur toile                              | Salon artistes français 1920                                                                                            | Localisation inconnue              |
|                                                | L'Orage                                                                     | vers 1920        | huile sur toile                              | Salon artistes français 1920                                                                                            | Localisation inconnue              |
| Bateaux avant la tempête                       | Bateaux avant la tempête                                                    | inconnu          | huile sur toile 38 × 54 cm                   | | Localisation inconnue              |
| Bateau au port de Dieppe                       | Bateau au port de Dieppe                                                    | inconnu          | huile sur carton 24 × 32 cm                  | annotation bas droit: « à mon ami Mr de St Pierre »                                                                     | Localisation inconnue              |
| Cabourg par de Broutelles                      | Cabourg                                                                     | inconnu          | aquarelle 10 × 17 cm                         | | Localisation inconnue              |